# 河原崎長一郎
河原崎 長一郎（かわらさき ちょういちろう、1939年〈昭和14年〉1月11日 - 2003年〈平成15年〉9月19日）は、日本の俳優。本名：河原崎 統一（かわらざき とういち）。
東京府武蔵野町（現在の東京都武蔵野市）出身。東京都立武蔵高等学校卒業、早稲田大学第一文学部中退。独立企画に所属していた。
四代目河原崎長十郎の長男。妻は伊藤榮子。弟は河原崎次郎、河原崎建三。岩下志麻はいとこ（母親が姉妹関係）。親族や友人、仕事仲間たちからは「長さん」と呼ばれ親しまれていた。

## 人物・来歴
幼少の頃より舞台に立つが、反抗期だった高校時代に子役を務めた前進座の舞台が嫌になり、早稲田大学に進学。画家になるなどと言い始めたため、厳しい長十郎も考えあぐね、親友・内田吐夢と薄田研二が長一郎の身柄を預かる形で、早稲田大学在学中の1961年に東映に籍を置くことになり東映と契約する。
東映で5年間準主役を続け、東映作品30数本に出演。1963年の『五番町夕霧楼』で佐久間良子演じる主人公と心を通わせる若い僧役などが高評価を受ける。
1965年、古巣の前進座に帰参し、研究生からスタート。
40代頃からは「日本の良き優しい父親像」を多く演じ、ホームドラマに欠かせない存在となった。
糖尿病の持病があり、一時病状が小康を得た頃に『花の咲く家』にて昼ドラとしては例外的に主役を務めた（第3部）。
1990年代後半からは脳血管障害（脳梗塞）も患い、療養生活を送ることになる。
2003年9月19日、急性心不全のため64歳で死去。何度か共演経験がある千葉真一は「素晴らしい俳優さんだと思った。彼の分もきっちりとした映画を伝えていきたい」と肩を落としながら偲んだ。
妻とは「おしどり夫婦」として知られていた。
特技は日本舞踊、乗馬。

## 出演

### 映画
- 鉄火大名（1961年、東映）
- 新諸国物語 黄金孔雀城（1961年、東映）
- まぼろし天狗（1962年、東映）
- 宮本武蔵シリーズ（1962年 - 1965年、東映） - 林吉次郎
  - 宮本武蔵 般若坂の決斗（1962年）
  - 宮本武蔵 二刀流開眼（1963年）
  - 宮本武蔵 一乗寺の決斗（1964年）
  - 宮本武蔵 巌流島の決斗（1965年）
- 忍者秘帖 梟の城（1963年、東映） - 雲太郎
- 五番町夕霧楼（1963年、東映） - 櫟田正順
- 武士道残酷物語（1963年、東映） - 村の若者
- 十三人の刺客（1963年、東映） - 牧野妥女
- 真田風雲録（1963年、東映） - 穴山小助
- 大殺陣（1964年、東映） - 別所隼人
- 忍者狩り（1964年、東映） - 天野弥次郎
- 十兵衛暗殺剣（1964年、東映） - 城所早苗
- 幕末残酷物語（1964年、東映） - 沖田総司
- いれずみ判官（1965年、東映） - 与吉
- 冷飯とおさんとちゃん（1965年、東映） - 平松吉之助
- 隠密侍危機一発（1965年、東映） -  矢吹亥四郎
- あかね雲（1967年、松竹） - 二木勇
- 神々の深き欲望（1968年、日活） - 太亀太郎
- 私が棄てた女 （1969年、日活） - 吉岡努
- 君が若者なら（1970年、松竹）
- 裸の十九才（1970年、東宝） - 大西
- やさしいにっぽん人（1971年、東プロ）
- 喜劇・女は男のふるさとヨ（1971年、松竹） - 照夫（てるちゃん）
- 婉という女（1971年、ほるぷ映画） - 野中欽六
- 忍ぶ糸（1973年、東宝）
- 卑弥呼（1974年、ATG） - ミマキ
- 赤ちょうちん（1974年、日活） - 牟田修
- わが道（1974年、近代映画協会） - 小早川由美
- 青春の門（1975年、東宝） - 金朱烈
- 異邦人の河（1975年、緑豆社） - 李鐘覧
- 櫛の火（1975年、東宝）
- 狭山裁判（1976年、東映） - 中村弁護士
- 嗚呼!! 花の応援団 男涙の親衛隊（1977年、日活） - 石部助手
- 高校大パニック（1978年、狂映舎-にっかつ） - 緒方国雄
- 復讐するは我にあり（1979年、松竹） - 質屋の主人
- トラブルマン 笑うと殺すゾ（1979年、東宝） - 大野営業課長
- 神様のくれた赤ん坊（1979年、松竹） - 秘書
- 太陽の子 てだのふあ（1980年、共同映画） - お父さん
- ええじゃないか（1981年、松竹） - 中沢一作
- 典子は、今（1981年、東宝） - 楠教師
- オキナワの少年（1983年、東宝） - 玉寄
- 暗室（1983年、にっかつ）
- ミナコ逃げるな（1983年、東映）
- 積木くずし（1983年、東宝） - 中村
- いつか誰かが殺される（1984年、東映） - 永山杜夫
- 夢千代日記（1985年、東映） - 井上医師
- 子象物語 地上に降りた天使（1986年、東宝） - 早川秀男
- 人間の約束（1986年、東宝東和） - 森本依志男
- 1000年刻みの日時計 牧野村物語（1987年）
- 吉原炎上（1987年、東映） - 越後屋善之助
- はいからさんが通る（1987年、東映） - 花村少佐
- マリリンに逢いたい（1988年、松竹富士） - 玉城元太郎
- 少年時代（1990年、東宝） - 風間辰男
- 八月の狂詩曲（1991年、東宝） - 登
- 濹東綺譚（1992年、ATG） - 竹さん
- 遠き落日（1992年、松竹） - 野口佐代助
- 子連れ狼 その小さき手に（1993年、松竹） - 二谷堅物
- 男はつらいよ 拝啓車寅次郎様（1994年、松竹）
- 写楽（1995年、松竹富士） - 山東京伝
- 菜の花配達便（1996年、パル企画） - 曾根崎局長
- お日柄もよくご愁傷さま（1996年、東映） - 松田
- 瀬戸内ムーンライト・セレナーデ（1997年、松竹） - 校長さん

### テレビドラマ
- 水戸黄門 第16話「怒りの剣」（1965年、TBS） ※ブラザー劇場版
- 源氏物語（1965年 - 1966年、MBS）
- 大河ドラマ（NHK総合）
  - 三姉妹（1967年） - 神保小十郎
  - 天と地と（1969年） - 諏訪頼隆
  - 黄金の日日（1978年） - 宗義智
  - 八代将軍吉宗（1995年） - 小川笙船
- 三匹の侍（CX）
  - 第5シリーズ 第13話「不毛の掟」（1967年） - 弥市
  - 第6シリーズ 第17話「山の血が騒ぐ」（1969年） - 宇吉
- 待っていた用心棒 第24話「狙撃者たち」（1968年、NET / 東映）
- 帰って来た用心棒 第23話「おことうさん」（1968年、NET / 東映）
- 銭形平次 （CX / 東映）
  - 第149話「胡蝶の印籠」（1969年） - 高山真之助
  - 第319話「花が裂ける時」（1972年） - 伊之𠮷
- ポーラテレビ小説（TBS）
  - パンとあこがれ（1969年） - タクール
  - お美津（1975年）
  - 夫婦ようそろ（1978年） - 磯屋安太郎
- 大奥 第50話「最後の将軍とその妻」、第51話「幕末の恋人たち」（1969年、KTV / 東映） - 近藤数馬
- 新平四郎危機一発（1969年 - 1970年、TBS）
- 江戸川乱歩シリーズ 明智小五郎 第17話「夜の墓場に踊る美女」（1970年、12ch / 東映）
- 大岡越前（TBS / C.A.L）
  - 第1部 第26話「疑惑の顔」（1970年） - 松之助
  - 第3部 第21話「人情大工裁き」（1972年） - 久造
  - 第5部 第7話「かけた情けに怨みの十手」（1978年） - 善八
- お荷物小荷物（1970年=沖縄編 / 1971年=カムイ編、ABC） - 滝沢仁
- 大忠臣蔵（1971年、NET / 三船プロ） - 岡島八十右衛門
- おれは男だ!（1971年 - 1972年、NTV / 松竹） - 小林一郎
- おゆきさん（1971年、CX）
- 柳生十兵衛 第17話「草笛峠」（1971年、CX / 東映） - 兼岩伝兵衛
- プレイガール （1971年、12ch / 東映）
  - 第137話「思い込んだら命がけ」（1971年） - 一郎
  - 第268話「絡みもつれた欲情」（1974年） - 久我原一郎
- 忍法かげろう斬り 第11話「幻の連発銃」（1972年、KTV / 東映） - 竹次郎
- なんたって18歳! 第38話「泣きぬれた名人」（1972年、TBS）
- シークレット部隊 第4話「連休はハレンチ一家で大冒険」（1972年、TBS）
- 紫頭巾事件帖 第20話「じゃじゃ馬つむじ風」（1972年、12ch / 松竹） - 松前屋兵助
- 二人の素浪人（1972年 - 1973年、CX / 東映） - 東ノ小路道麿
- キイハンター 第253話「女体に捧げる犯罪」（1973年、TBS / 東映） - 坂口
- 必殺仕掛人 第27話「横を向いた仕掛人」（1973年、ABC / 松竹） - 竹造
- 新書太閤記（1973年、NET / 東映） - 徳川家康
- 嫁チャンポン（1973年、ABC）
- 新十郎捕物帖・快刀乱麻 （1973年 - 1974年、朝日放送） - 古田鹿蔵
- 右門捕物帖 第19話「自白」（1974年、東映 / NET）
- 白い牙 第17話「ホンコン慕情」（1974年、NTV / 大映テレビ） - 武井雄二
- 赤い疑惑（1975年、TBS / 大映テレビ）
- 遠山の金さん 第1シリーズ 第4話「神隠しをあばけ!」（1975年、NET / 東映）
- 現代浮かれ節考（朝日放送テレビ、1975年11月30日） - 村瀬
- 破れ傘刀舟 悪人狩り 第73話「入れ墨の挽歌」（1976年、NET / 三船プロ） - 源作
- 俺たちの旅 第24話「男の道はきびしいのです」（1976年、NTV / ユニオン映画） - 神保（東西運輸運転手）
- ベルサイユのトラック姐ちゃん 第9話「花の素肌が燃えるとき」（1976年、NET / 東映） - 真島万作
- 小夜子の駅（1976年11月13日、NHK総合） - 横山正造
- ゆきずりの朝（1977年1月30日、CBC） - 吉岡
- 銀河テレビ小説（NHK総合）
  - 女の一生（1977年） - 野村精三
  - やつらの戦い（1983年） - 庄太郎
  - やつらの戦い2（1985年） - 庄太郎
- 江戸を斬るIII 第23話「男の約束」（1977年、TBS / C.A.L） - 伊八
- 近眼ママ恋のかけひき（1977年、NTV）
- 太陽にほえろ!（NTV / 東宝）
  - 第259話「怪物」（1977年） - 南原進（大学病院医師）
  - 第378話「やさしい棘」（1979年） - 鈴木市男
  - 第446話「光る紙幣」（1981年） - 宮下裕司
- 達磨大助事件帳 第4話「待っていた女」（1977年、ANB / 前進座 / 国際放映） - 弥吉
- 桃太郎侍（NTV / 東映）
  - 第28話「泣き笑い千両くじ」（1977年） - 長吉
  - 第173話「恋女房は人の妻」（1980年） - 幸吉
- 新五捕物帳（NTV / ユニオン映画）
  - 第5話「掟の陰に消えた女」（1977年）
  - 第53話「今戸の子守唄」（1979年）- 亥之吉
- 横溝正史シリーズ / 獄門島（1977年、MBS） - 清水巡査
- 華麗なる刑事 第8話「エース・ストライカーを撃つな」（1977年、CX / 東宝） - 岡崎志郎
- 土曜ワイド劇場 （ANB）
  - 田舎刑事 第2作「旅路の果て」（1978年、テレパック）
  - 松本清張の紐・恐怖の大回転遊覧車（1979年）
  - 片岡孝夫の好青年探偵シリーズ 「昭和7年の殺人鬼 呪われた流氷」（1981年、大映テレビ）
- 白い巨塔（1978年 - 1979年、CX） - 佃友博
- ああ、お父ちゃん（1978年10月1日・8日、関西テレビ） - 井手刑事
- 熱中時代 第6話「熱中先生 子連れ旅」（1978年、NTV / ユニオン映画） - 川西竜吉
- 連続テレビ小説（NHK総合）
  - マー姉ちゃん（1979年）- 酒田大造
- 沿線地図（1979年、TBS） - 藤森茂夫
- 明日の刑事 第64話「バスの中で少女が死んだ!」（1979年、TBS・大映テレビ制作） - 田辺
- Gメン'75 第218話「梟の森 みな殺しの夜」（1979年、TBS / 東映） - 望月警部補
- 駆け込みビル7号室 第3話「弁護料4,512円! パパとママが大変だ」（1979年、CX / 三船プロ）
- 伝七捕物帳 （1979年、ANB / 国際放映） 第23話「さらば侍」 - 真鍋康介
- 土曜ドラマ（NHK総合）
  - 暁は寒かった 前後編（1980年10月25日～11月1日）橘検事役
  - 夕陽をあびて（1989年） - 八重樫信夫
  - チロルの挽歌（1992年） - 山縣元夫
  - エトロフ遥かなり（1993年） - ジミー江森
- 新・江戸の旋風 第8話「泣く子に捧げる風ぐるま」（1980年、CX / 東宝） - 丑松
- 1年B組新八先生（1980年、TBS） - 河島善行先生（国語）
- 3年B組金八先生 第2シリーズ 第2話「心を病む子供達・その2」（1980年、TBS） - 河島善行先生（国語）
- サンキュー先生（1980年 - 1981年、ANB） - 磯谷（前田晃一）の父親・磯谷建設社長
- 御宿かわせみ 第22話「鬼女」（1981年、NHK総合）
- ライオン奥様劇場（CX）
  - ぼくどうしたらいいの（1978年） - 登校拒否児の父
  - 私は後妻よ（1981年）
  - 私は後妻よⅡ（1982年）
- 大江戸捜査網 （12ch / 日活・三船プロ）
  - 第59話 ｢天狗を見た娘｣（1972年、日活）  - 安三
  - 第492話「おんな隠密 矢車お菊」（1981年、三船プロ） - 高木新之助
- 2年B組仙八先生（1981年 - 1982年、TBS） - 河島善行先生（社会）
- 意地悪ばあさん（1981年 - 1989年、CX） - 波多野平四郎
- おてんば宇宙人（1981年、NTV） - 河口良一
- おたき（1981年、CBC)
- 他人家族（1982年、ANB）
- ゴールデンワイド劇場 / 終着駅はまだ遠い（1982年5月24日、ANB） - 保
- 淋しいのはお前だけじゃない（1982年、TBS） - 畑中洋一郎
- 金曜ミステリー劇場 / 松本清張の「顔」（1982年、TBS） - 石岡定三郎
- 遠雷と怒涛と（1982年、NHK総合）- 木戸孝允
- 火曜サスペンス劇場 （NTV）
  - 女が見ていた（1983年1月、東映） - 係長
  - 1989年6月の花嫁シリーズ 第1作「殺人ダイアリー」（1989年6月6日、磯田事務所）
  - 自白調書（1989年12月、磯田事務所） - 内海弁護士
  - 浅見光彦ミステリー 第7作「備後路殺人事件」（1990年1月、近代映画協会） - 野上刑事
  - 松本清張作家活動40年記念「けものみち」（1991年12月、総合プロデュース） - 久恒幾三
- ひと夏の復讐（1983年、TBS）
- スチュワーデス物語（1984年1月10日、TBS） - 村沢章一
- 早春スケッチブック（1983年、CX）
- 大奥 第31話「暴かれた禁男の園」、第32話「永遠の処女」（1983年、KTV / 東映） - 松永弥一郎
- ザ・サスペンス / 松本清張のゼロの焦点（1983年、TBS） - 鵜原宗太郎
- ことしの牡丹はよいぼたん（1983年、CX）
- 月曜ワイド劇場 （ANB）
  - 隣人裁判（1983年12月）
  - 妻たちの反乱（1984年7月）
  - 300万円紛失事件（1984年7月）
- 母と呼ばれて（1984年、THK） - 門脇一夫
- 日本の面影（1984年、NHK総合） - 外山正一
- 事件記者チャボ! 第20話「チャボの危険がいっぱい…!」（1984年、NTV / ユニオン映画） - 小山
- 風にむかってマイウェイ （1984年、TBS） - 木下PTA会長
- 松本清張スペシャル・黒い福音（1984年、TBS / 大映テレビ）
- ニュードキュメンタリードラマ昭和 松本清張事件にせまる 第5回（1984年、ABC / 国際放映）
- ドラマ人間模様　花へんろ・風の昭和日記　第一章（1985年4月13日～5月25日、NHK総合）富井勝二
- 卒業-GRADUATION-（1985年、NTV） - 渡辺勝利
- 特命刑事ザ・コップ 第12話「女刑事マリアが危ない!」（1985年、ABC）
- 赤い秘密（1985年、TBS）
- ハーフポテトな俺たち（1985年、NTV）
- サントリーミステリースペシャル 「澪つくし高校連続殺人事件」（1985年12月6日、ABC） - 長門源次郎
- あいつと私（1986年5月、フジテレビ） - 恵子の父
- ドラマ人間模様　花へんろ・風の昭和日記　第二章（1986年9月6日～10月11日、NHK総合）富井勝二
- [湖に立つ女]夏樹静子の原作 桜田淳子が主演（1986年11月12日、TBS） - 旅館の主人
- 友だち（1987年、NHK総合） - 板倉達夫
- 大都会25時 第1話「ホテトル嬢が見た夢は」（1987年、ANB / 東映）
- 六本木ダンディーおみやさん 第4話「死体がバラの花に埋もれていた殺人事件」（1987年、ABC） - 南部
- 三匹が斬る! 第4話「赤トンボ、花嫁行列通りゃんせ」（ANB / 東映）
- ドラマ人間模様　花へんろ・風の昭和日記　第三章（1988年7月18日～8月1日、NHK）富井勝二
- 明日-1945年8月8日・長崎（1988年8月9日、NTV） - 堂崎彰男
- カネボウヒューマンスペシャル / ダイアリー-車いすの青春日記-（1988年、NTV） - 尾形哲二
- うらぎり（1989年、TBS）
- 世にも奇妙な物語 / ユリコちゃん（1991年、CX） - おとうさん（ユリコちゃんの父）
- はぐれ刑事純情派（ANB / 東映）
  - 第4シリーズ 第3話「豆腐を万引きした男!?」（1991年） - 大山健介
  - 第5シリーズ 第16話「死体なき殺人 裸足で逃げた女」（1992年） - 霜川三郎
- 検事・若浦葉子 第2話「レイプ! 美しき人妻罠にはまる」（1991年、NTV）
- 銭形平次 第1シリーズ 第7話「呪いのわら人形」（1991年、CX） - 佐野屋
- 前畑がんばれ（1991年、NHK）
- 親愛なる者へ（1992年、CX）
- 鬼平犯科帳 第4シリーズ 第4話「正月四日の客」（1993年、CX / 松竹） - 亀の小五郎
- 土曜ワイド劇場 / 駅弁探偵殺人事件 第1作「婚前カップルとヌードギャルの北陸グルメ旅」（1992年、ANB） - 小笠原常務
- 清左衛門残日録（1993年、NHK総合）
- 花の咲く家 第3部「旅立ち」（1993年、THK / 泉放送制作） - 土門幸平　※主演
- 金曜エンタテイメント / 収容所（ラーゲリ）から来た遺書（1993年8月13日、フジテレビ）
- さすらい刑事旅情編VI 第18話「ニセ札事件の女・婦警の休日」（1994年、ANB / 東映）
- 金曜エンタテイメント / おふくろシリーズ 第10作（1994年、CX）
- 妹よ（1994年、CX） - 松井忠志
- 殿さま風来坊隠れ旅 第2話「命も売ります! 大名行列あと始末」（1994年、ANB / 東映）
- 月曜ドラマスペシャル / 浅見光彦シリーズ 第2作「天城峠殺人事件」（1994年、TBS） - 武上社長
- 裸の大将 第73話「清とサクランボ娘」（1995年、KTV / 東阪企画） - 藤山源次
- いつかまた逢える（1995年、CX）
- 新宿鮫（1995 - 1996年） - 桃井課長 役
- 黄落（1997年、TX）

### CM
- 日本生命保険 ロングラン（妻・伊藤榮子と共演、1983年）
- NTT DoCoMo「携帯電話・ポケットベル」